# Märt Avandi
Pour les articles homonymes, voir Avandi.
Märt Avandi, né le 26 février 1981 à Rapla (République socialiste soviétique d'Estonie), est un acteur, chanteur et animateur de télévision estonien.

## Biographie
Märt Avandi est diplômé du gymnase de Rapla en 1999 et de l’Académie estonienne de musique et de théâtre en 2004.
Il a été acteur au théâtre de Rakvere (2004-2006), au théâtre Endla (2006-2008, 2015 -) et au théâtre dramatique estonien (2009-2014).
Son début au cinéma a lieu en 2005, dans une comédie historique Malev de Kaaren Kaer.
Il est surtout connu en Estonie pour ses performances dans l’émission télévisée Tujurikkuja (2008-2015) créée par Ott Sepp.
En 2008, il anime l'émission Eesti otsib superstaari diffusé sur TV3, l'équivalent de l'émission de télé-réalité de la télévision britannique Pop Idol.
Il est président de l'union estonienne des parents d’enfants atteints de cancer et organisateur de courses de canards en plastique pour la charité.

## Filmographie

### Au cinéma
- 2002 : Names Engraved in Marble (Nimed marmortahvlil)
- 2005 : Men at Arms (Malev) : le maire de Jurmala, Hippolyte
- 2006 : Tulnukas ehk Valdise pääsemine 11 osas : Valdis
- 2008 : I Was Here (Mina olin siin) : Aivo
- 2010 : Red Mercury (Punane elavhõbe) : Sander
- 2011 : Lootus 3D : un membre du NKVD
- 2015 : Le Maître d'escrime (Miekkailija) : Endel Nelis

### À la télévision
- 2006 : Meeletu (TV)
- 2007 : Kelgukoerad (série TV) : Marek
- 2008 : Tujurikkuja (TV) : Various
- 2009-2017 : Kättemaksukontor (série télévisée, 58 épisodes) : Gerth Maango
- 2010 : Riigimehed (série TV) : Reklaamiagentuuri guru #1
- 2012 : Nurjatud tüdrukud (série TV) : Markus Tamm (
- 2008 : Tuulepealne maa (série TV) : Indrek Kallaste (
- 2015 : Restart (série télévisée) : Naaber
- 2015 : Mustad lesed (série TV) : Erno

## Récompenses et distinctions
- Ordre de l'Étoile blanche d'Estonie de 4e classe, 2016